# Lophocampa subalpina
Lophocampa subalpina là một loài bướm đêm thuộc phân họ Arctiinae, họ Erebidae.